# Kłonice
Kłonice (deutsch: Klonitz) ist ein Ort in der Landgemeinde Paszowice (Poischwitz) im Powiat Jaworski der Woiwodschaft Niederschlesien in Polen.

## Geographie
Das Gebirgsdörfchen Kłonice liegt am Ende einer Nebenstraße der Ortsverbindungsstraße Paszowice – Lipa (Leipe), sechs Kilometer südwestlich von Jawor (Jauer) in einem Tal des Bober-Katzbach-Vorgebirges. Der Name Kłonice soll von dem Wort klon (bedeutet auf Polnisch Ahorn) abgeleitet sein und bedeutet somit Ahorndorf. Der nahe gelegene massive Aussichtsturm „Janusturm“ (erbaut 1893) auf dem Janusberg (397 m), zu dem auch eine Schutzhütte gehört, die Kaiserquelle und die Forellenteiche im Bergwald sind beliebte Wandererziele.

## Geschichte
Klonitz (Cloniz) wurde erstmals 1305 urkundlich erwähnt.
Nach der Aufhebung der Leibeigenschaft entstanden in unmittelbarer Nähe zum Schloss kleine Häuslerstellen ohne eigene Ländereien. 1848/49 erhielten diese Häusler vom Gut Land. Damit entstand neben dem Gutsbezirk eine Landgemeinde. Im Jahr 1901 erbaute der Gutsherr Seidel eine eigene Schule in Klonitz, zuständige Schule war davor in Poischwitz. Zu dem Gut gehörten 383 Hektar Land, davon etwa 153 Hektar Acker und etwa 200 Hektar Wald. Zu Klonitz gehörten elf bäuerliche Besitzungen, einige Häuslerstellen, der Gerichtskretscham, ein Ausflugslokal auf dem Scheerberg, das Logierhaus Scheerberg mit der Försterei verbunden. Vom 15. Februar 1945 bis zum 8. Mai 1945 lag Klonitz im Kampfgebiet.
Einwohnerentwicklung:
| 1781 | 1840 | 1867 | 1871 | 1885 | 1895 | 1905 | 1925 | 1933 | 1939 |
| 122  | 203  | 162  | 169  | 169  | 158  | 143  | 153  | 129  | 150  |

Bis 1945 gehörte das Dorf zum Landkreis Jauer, danach zum Powiat Jaworski.

## Sehenswürdigkeiten

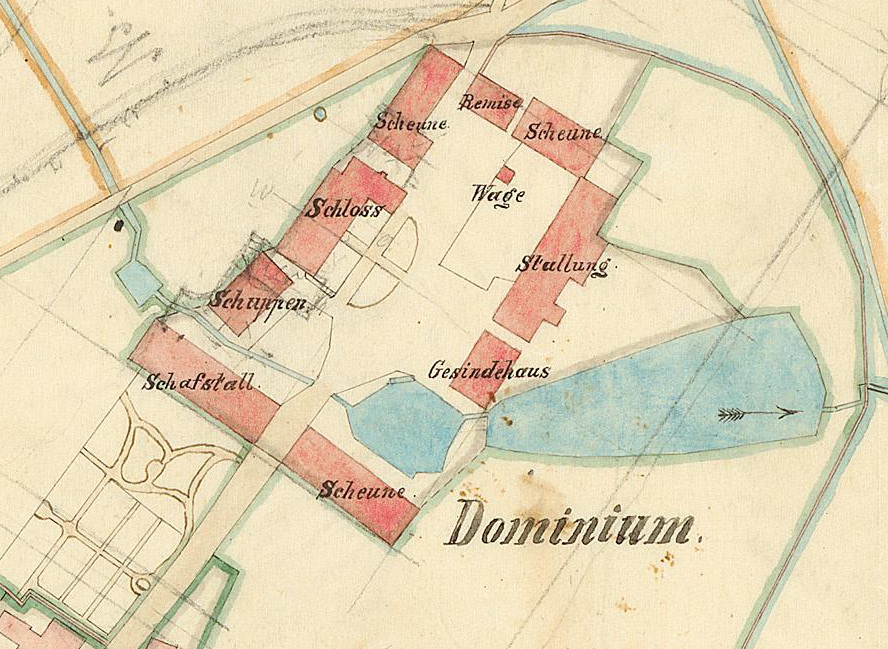
Ausschnitt-Lageplan-Schloss Klonitz vor Umbau in 1878

Kaiserquelle um 1910

Das SchlossKlonitz wurde im Jahr 1577 als Rittergut errichtet. Vor dieser Zeit soll dort bereits ein kleines Kloster, zu dem auch ein Klostergut gehörte, bestanden haben. An dieses kleine Kloster erinnerte ein aus Stein gehauenes Kreuz, in einer Wand der Schlosskapelle. Der Ausbau des Schlosses wurde ab dem Jahr 1878 durchgeführt. Architekt war Carl Johann Bogislaw Lüdecke. Die Entwürfe für das Schloss befinden sich im Architekturmuseum der Technischen Universität Berlin.
Besitzer des Schlosses waren:
- 1407: Hans von der Rybnicz mit seinen Brüdern Heinrich, Thyme und Wilhelm
- 1437: Thyme (Bruder von Hans); verheiratet 1443 mit Anna
- bis 1480: Georg von Rybnicz (Sohn von Thyme)
- 1480: Verkauf an Nicol von Borwitz
- 1622 soll das Schloss nach dem Autor Johann Ernst Tramp, s. Quellenverz., eine Frau Anna Eleonora von Reibnitz an einen Herren von Schweinichen verkauft haben. Hier besteht offensichtlich jedoch eine Inkonsistenz zur Quelle des Paul Freiherrn von Reibnitz
- 1626 gehörte es einem Herren aus dem Adelsgeschlecht „von Borwitz“[6],
- 1637 einer Anna Maria von Röder, geb. von Braun
- vor dem 5. März 1723: Ernst Christoph von Nimptsch
- 5. März 1723 Kauf des Guts durch Anna Eleonora von Reibnitz, geb. Frein von Eben († 1752), Ehefrau des Gotthard Friedrich von Reibnitz (* 8. März 1668; † 8. Januar 1714)
- am 3. Mai 1730 Verkauf an den Johann Ludwig von Harbuval, Freiherr von Chamaré (* 12. Juli 1701; † 28. April 1765), verheiratet mit Josefine Charlotta Seydlitz und Frau Maria Augusta Kalkreuthová z Kolichrejtu und am 12. Februar 1737 mit Frau Anna Barbara von Sanning (im Besitz bis mindestens 1746)
- bis 1752 gehörte es dem Johann Kaspar Jäckel D.M.
- darauf bis zum Jahr 1772, dessen Tochter Maria Christiane Schultes (Generalfiskalin),
- ab 1772 bis zum Jahr 1836: gehörtes es dem Landesältesten Wilhelm Leonhard Baudiss (oder Baudiß) von Güldenhuben und Rudolphsbach[7], verheiratet in kinderloser Ehe einer Frau Kraker von Schwarzenfeld
- im Jahr 1836 Kauf durch K.G. Zimmer (Erbscholtisei-Besitzer zu Quolsdorf bei Bolkenhain) für 29.550 Reichstaler
- im Jahr 1870: Karl Herrmann Zimmer (ab dem 27. Januar 1874 war dieser auch gleichzeitig Amtsvorsteher nach Bildung des Amtsbezirks Poischwitz, für sechs Jahre und Kreisausschuss-Mitglied im Kreis Jauer[8]),
- im Jahr 1880: Heinrich Wuthe, Pr.-Lieutn., im Jahr 1894: Heinrich Wuthe, Rittmeister a. D.,
- im Jahr 1902: Hugo Seidel, Hauptmann d.L.,
- im Jahr 1905–1914: Paul Dunkel, Oberstleutnant a. D.,
- im Jahr 1915: Graf Gottfried von Hochberg (* 29. Januar 1882; † 18. Juni 1929 in Bayreuth)
- nach dessen Tod gehörte es einer Erbengemeinschaft, verfügungsberechtigt war Gräfin von Hochberg, geb. Prinzessin von Schönburg-Waldenburg.

Im Jahr 1909 war das Schloss mit einer eigenen Kraft- und Lichtanlage elektrifiziert. Erworben wurde das Schloss im Jahr 1915 vom Graf Gottfried von Hochberg, Sohn von Hans Heinrich XIV. Bolko von Hochberg. Vom Schloss aus führt eine Zedernallee zum Janusturm, und es existiert auch ein etwa ein Meter breiter unterirdischer Fluchttunnel, der bis zum Janusberg führte. Bis zur Vertreibung der deutschen Einwohner aus Klonitz wurde das Schloss von der Gräfin Mathilde Renata von Hochberg bewohnt.
Der Gutsverwalter bewohnte das dem Schloss gegenüberliegende Gutshaus, in welchem auch weitere Angestellte wohnten. Es wurde Schweine-, Rinder- und Pferdezucht betrieben. Ende des 19. Jahrhunderts wurde die Holländische Rinderrasse gehalten, dann das Simmenthaler Rind und später, ca. ab 1920 die Schwarzbunten Ostfriesen.
Eine Renovierung fand im Jahr 1981 statt. Im Jahr 2008 ist Jan Luczakowie Besitzer des Schlosses.